# Río Blackwater (Essex)

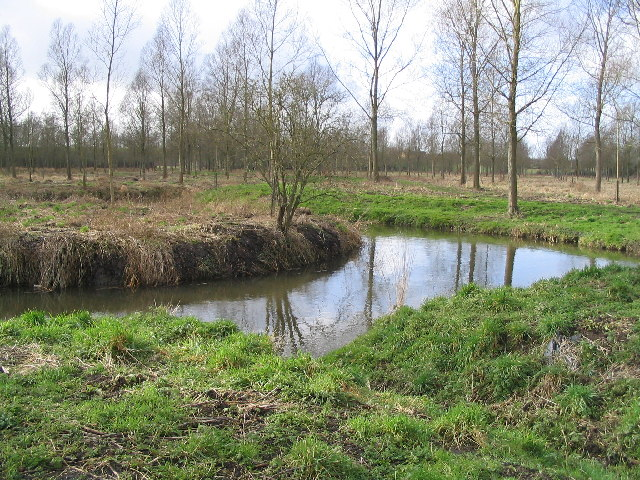
El río Blackwater, cerca de Kelvedon, Essex

El río Blackwater es un río en Essex, Inglaterra. Nace como el río Pant en el noroeste del condado, justo al este de Saffron Walden, y fluye en una dirección generalmente sureste hacia Bocking, cerca de Braintree, a través de Great Sampford y Great Bardfield. En Bocking, se convierte en el río Blackwater y gira hacia el este para fluir más allá de Bradwell y Coggeshall. Luego gira hacia el sur, pasando por Kelvedon y Witham, antes de llegar a Maldon. Allí, gira de nuevo hacia el este y desemboca en el estuario de Blackwater, que a su vez se encuentra con el Mar del Norte en la isla de Mersea.
El río Blackwater tiene dos afluentes principales: el río Brain, que se encuentra justo al sur de Witham, y el río Chelmer, que se encuentra justo al este de Maldon. Los tramos inferiores del Chelmer, desde Chelmsford, se canalizaron en la década de 1790, y la navegación desvía el agua al norte del Blackwater a través de Maldon antes de desembocar en el estuario de Blackwater en Heybridge Basin.

## Historia
Una de las batallas vikingas más famosas de Gran Bretaña, la batalla de Maldon, posiblemente tuvo lugar en la desembocadura del río en 991. La batalla de Maldon, un poema fragmentario de principios del siglo XI que describe la batalla, menciona el Panta y describe una calzada de marea que podría ser la calzada que conduce a la isla Northey. Los sajones fueron derrotados y su líder, Byrhtnoth, fue asesinado.
Blackwater fue una fuente de pescado y ostras para la ciudad de Maldon durante la ocupación romana. Restos de trampas sajonas para peces fueron descubiertos en el río en la década de 1990. Durante el invierno de 1776, el Blackwater se congeló desde Maldon hasta la isla de Osea, una distancia de unas cuatro millas. El hielo atrapó a los barcos de pesca y transporte de carga y bloqueó cualquier importación de carbón, petróleo y lana a Maldon.
En 1793, la Chelmer and Blackwater Navigation Company se formó por ley del Parlamento. Durante los siguientes cuatro años, la compañía construyó una navegación desde Chelmsford para encontrarse con el estuario de marea del río Blackwater en Colliers Reach en el lugar que hoy se llama Heybridge Basin (por la cuenca del canal allí).
Los ciudadanos del distrito de Maldon se negaron a permitir que el canal pasara por su distrito, por lo que la compañía lo encaminó justo fuera de los límites del distrito, razón por la cual terminó en Colliers Reach, en lugar de en Maldon. Desde Chelmsford, la navegación siguió principalmente el curso del río Chelmer hasta llegar a Beeleigh, cerca de Maldon. Luego siguió el curso del río Blackwater hasta Heybridge, y desde allí a través de un canal hasta la esclusa marina en Colliers Reach.
En 1865, se aprobó la Ley del Puerto de Maldon, que autorizó la construcción de un muelle en el lado oeste del extremo sur de Heybridge Creek en terrenos pertenecientes a Great Eastern Railway Company y mejoró los canales de los ríos Chelmer y Blackwater. Se gastaron diez mil libras en ampliar, profundizar y mejorar el río desde Fullbridge hasta río abajo desde Herring's Point, cerca de Heybridge Basin. Después de esto, los buques debían pagar un peaje de 3 peniques la tonelada si tenían menos de 50 toneladas de registro o 6 peniques la tonelada si superaban eso.
Un puente medieval de piedra de 5 arcos sobre el río Blackwater en Heybridge (de donde el pueblo obtuvo su nombre) fue reemplazado en 1870 por uno de ladrillo de 2 arcos.

## Industria
La Maldon Crystal Salt Company produce sal marina cristalina mediante técnicas tradicionales de lavado de las aguas del Blackwater.